# Укиликыз
Укиликыз (каз. Үкіліқыз, до 199? г. — Воздвиженка) — аул в Кокпектинском районе Абайской области Казахстана. Входит в состав сельского округа им. Койгельды. Код КАТО — 635045200.

## Население
В 1999 году население аула составляло 331 человек (156 мужчин и 175 женщин). По данным переписи 2009 года, в ауле проживали 294 человека (145 мужчин и 149 женщин).